# Silver Sail
| Críticas profissionais | Críticas profissionais |
| Avaliações da crítica  | Avaliações da crítica  |
| Fonte                  | Avaliação              |
| ---------------------- | ---------------------- |
| All Music              | link                   |

Silver Sail lançado em 1993, é o sétimo álbum de estúdio da banda de punk rock Wipers, foi o primeiro desde a retomada. Após Greg anunciar o termino da banda em 1989, e lançando um álbum solo de 1991, Sacrifice (For Love), ele então decidiu lançar um novo álbum sob o nome dos Wipers. O álbum foi escrito, produzido e gravado por Greg em seu próprio Zeno Studios, em Phoenix, Arizona. Foi lançado pela gravadora Tim/Kerr nos EUA e pela Gift of Life na Alemanha.

## Lista de faixas
Todas as faixas foram escritas por Greg Sage.
| N.º            | Título               | Duração |  |
| 1.             | "Y I Came"           | 2:40    |  |
| 2.             | "Back to the Basics" | 3:39    |  |
| 3.             | "Warning"            | 4:05    |  |
| 4.             | "Mars"               | 2:35    |  |
| 5.             | "Prisoner"           | 5:56    |  |
| 6.             | "Standing There"     | 3:13    |  |
| 7.             | "Sign of the Times"  | 3:16    |  |
| 8.             | "Line"               | 3:15    |  |
| 9.             | "On a Roll"          | 3:22    |  |
| 10.            | "Never Win"          | 2:16    |  |
| 11.            | "Silver Sail"        | 4:05    |  |
| Duração total: | Duração total:       | 38:26   |  |